# Rômulo Marcos Antoneli
Rômulo Marcos Antoneli (* 25. Februar 1982 in Inhumas, Brasilien; besser bekannt als Rômulo) ist ein ehemaliger  brasilianischer Fußballspieler, der als Stürmer spielte. Er ist der Bruder von Rodrigo Antoneli, einem Verteidiger.

## Karriere
Der Mittelstürmer wurde für die Saison 2005/06 von dem brasilianischen Zweitligisten Ituano FC an den deutschen Bundesligisten 1. FSV Mainz 05 ausgeliehen. Bis zur Winterpause 2005/06 hatte er in der Bundesliga acht Einsätze. Wobei er auch im DFB-Pokal und im UEFA-Pokal je einen Einsatz hatte und dabei im DFB-Pokal ein Tor schoss.
Im Januar 2006 kehrte Rômulo vorzeitig zum FC Ituano zurück und wechselte anschließend zum brasilianischen Erstligisten Grêmio Porto Alegre. Ende 2006 ging er zu Cruzeiro Belo Horizonte und wurde für die Saison 2007/08 an Beitar Jerusalem ausgeliehen. Im Jahr 2014 beendete er seine Karriere.
In Brasilien trug Antoneli seinen Vornamen auf dem Trikot. Der DFB untersagte jedoch diese Praxis und verlangte von Antoneli, seinen Nachnamen auf dem Trikot zu tragen.

## Titel
Goiás
- Campeonato Goiano: 2002

Ituano
- Campeonato Brasileiro - Série C: 2003

Beitar Jerusalém
- Israelische Meisterschaft: 2007/08[3]
- Israelischer Pokal: 2008

### Brasiliense
- Brasiliense-Meisterschaft (Campeonato Brasiliense): 2011